# Rio Tapajós
O rio Tapajós é um rio que nasce no estado do Mato Grosso, banha parte do estado do Pará e desagua no rio Amazonas, ainda no estado do Pará, em frente à cidade de Santarém a cerca de 695 quilômetros de Belém.
O nome Tapajós é originário de um grupo indígena que vivia a beira do rio. O Tapajós tem origem na confluência dos rios Juruena e  São Manuel (Teles Pires). Quando combinado com o Rio Juruena, o Tapajós tem aproximadamente 1900 km de comprimento. A maior parte de seu percurso está no estado do Pará, mas a parte superior (sul) faz a divisa dos estados do Pará e Amazonas.  A bacia do rio Tapajós abrange 6% das águas da bacia Amazônica, sendo a quinta maior bacia do sistema.